# 丹頓 (喬治亞州)
丹頓（英語：Denton）是一個位於美國喬治亞州傑夫·戴維斯縣的城市。

## 地理
丹頓的座標為31°43′22″N 82°41′47″W / 31.72278°N 82.69639°W，而該地的平均海拔高度為80米（即262英尺）。

## 人口
根據2010年美國人口普查的數據，丹頓的面積為4.00平方千米，當中陸地面積為4.00平方千米，而水域面積為0.00平方千米。當地共有人口250人，而人口密度為每平方千米62.5人。